# トラヴェルセッテ峠
トラヴェルセッテ峠（フランス語：Col de la Traversette、イタリア語：Colle delle Traversette）はコティアン・アルプスにある高さ2,947メートルの峠である。イタリアのクリッソーロとフランスのアブリエス（Abriès）の間にあり、モンテ・ヴィーゾ山（3,841メートル）とモンテ・グラネロ山（3,171メートル、Monte Granero）を分けている。峠を越える車道はなく遊歩道があるのみである。
1478年から1480年にかけて長さ75メートルの人用トンネルであるモンテ・ヴィーゾトンネル（Monte Viso Tunnel）が建設されている。

## ハンニバルのアルプス越えルートの可能性

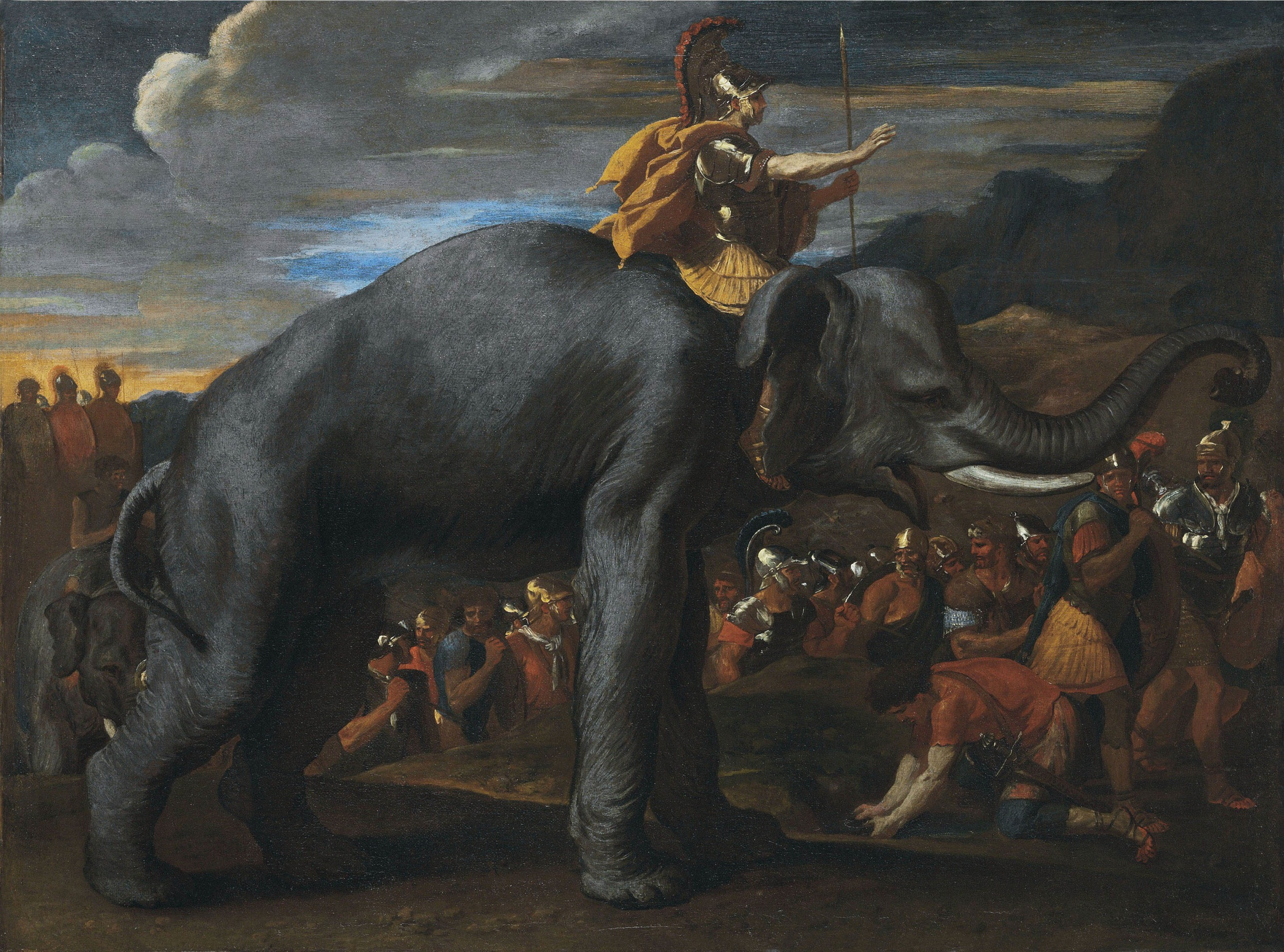
戦象と共にアルプスを越えるハンニバル。トラヴェルセッテ峠は有力な候補である

1950年代にロンドン自然史博物館の館長であったギャヴィン・デ・ビーアがハンニバルのアルプス越えルートとしてトラヴェルセッテ峠を提唱した。しかしながら、著名なポリュビウス研究家であるF. W. Walbankは、1956年にこの説に対して反論した。しかし、2016年になってデ・ビーアの説を支持する証拠が見つかった。地質学者のウィリアム・マハニー（William Mahaney）等は、峠近くの大便に由来するとみられる堆積物が「数千の人間や動物の移動によるもの」であり、炭素同位体分析の結果から紀元前218年頃のものと報告した。しかしながら、炭素14を用いた年代測定方法は前後60年ほどの幅がある。このためマハニーらの発見により、アルプス越えの経路が確定されたわけではない。

## 参考資料
1. 1 2  Philip Ball (2016年4月3日). “The truth about Hannibal’s route across the Alps”. The Guardian 2016年4月5日閲覧。
2. ↑  ギャヴィン・デ・ビーア著　時任生子訳　『ハンニバルの象』　博品社　1996 ISBN 4-938706-25-3 （原著　Sir Gavin de Beer, ALPS AND ELEPHANTS Hannibal's March Geoffrey Bles Ltd., London, 1955）
3. ↑  Walbank, F.W. (1956). “Some Reflections on Hannibal's Pass”. The Journal of Roman Studies (Cambridge University Press) 46:  37-45. doi:10.2307/297963 2016年4月17日閲覧。.
4. ↑  “Dung clue to Hannibal's Alpine crossing”.   BBC (2016年4月4日). 2016年10月14日閲覧。
5. ↑  “Researchers Find Hannibal's Route through Alps - The British Journal” (英語). The British Journal. 2016年4月8日閲覧。
6. ↑  Mary Harrsch (2016年4月13日). “Hannibal's Route Over The Alps or just Horse S***?”. Blogger 2016年4月17日閲覧。